# Dolmen du Bois de la Lieue
Le dolmen du Bois de la Lieue est un dolmen situé à Ambazac dans le département français de la Haute-Vienne.

## Historique
Le dolmen ne figure pas dans les inventaires réalisés au début du XXe siècle, étant longtemps demeuré camouflé par la végétation. Il est classé au titre des monuments historiques le 26 décembre 1984.

## Description
Le dolmen a été édifié sur un point culminant d'un coteau à 400 m d'altitude. Il a probablement été en partie démantelé par des carriers. Les matériaux utilisés pour sa construction sont des dalles de granulite d'origine locale. Il ne demeure qu'une partie de la table de couverture (3,50 m de long sur 0,65 m d'épaisseur) qui ne repose que sur deux des cinq piliers visibles. La chambre, de forme rectangulaire, mesure 2,50 m sur 1,80 m.

## Matériel archéologique
La fouille de la chambre indique que la couche archéologique, perturbée par des dépôts antérieurs, reposait entre deux lits d'un dallage grossier sur une profondeur maximale de 1 m. Les débris d'ossements humains recueillis, une partie d'entre eux ayant été incinérés, ainsi que les tessons de poterie, très fragmentés, sont abondants. Le mobilier archéologique découvert correspond principalement à l'Âge du bronze et à l'Âge du fer bien que de nombreux silex aient été découverts (armatures de flèches à pédoncule et ailerons, poignards, grattoirs, burins).